# Овчінніков Максим Ілліч
Максим Ілліч Овчінніков (нар. 18 травня, 2003) — український плавець брасом.

## Результати
| Рік  | Змагання                          | Місце проведення   | 50 м брасом | 50 м брасом | 100 м брасом | 100 м брасом | 200 м брасом | 200 м брасом |
| Рік  | Змагання                          | Місце проведення   | Час         | Місце       | Час          | Місце        | Час          | Місце        |
| ---- | --------------------------------- | ------------------ | ----------- | ----------- | ------------ | ------------ | ------------ | ------------ |
| 2019 | Чемпіонат світу серед юніорів     | Будапешт, Угорщина | 28.98       | 22          | 1:02.86      | 19           | Н/Д          | Н/Д          |
| 2021 | Чемпіонат Європи серед юніорів    | Рим, Італія        | 28.46       | 8           | 1:02.19      | 6            | 2:14.89      | 5            |
| 2022 | Чемпіонат світу                   | Будапешт, Угорщина | 27.99       | 24          | Н/Д          | Н/Д          | 2:13.33      | 21           |
| 2022 | Чемпіонат Європи                  | Рим, Італія        | 28.35       | 28          | 1:01.42      | 23           | 2:12.62      | 11           |
| 2023 | Чемпіонат світу                   | Фукуока, Японія    | 27.78       | 25          | 1:01.01      | 24           | 2:11.95      | 16           |
| 2023 | Чемпіонат Європи на короткій воді | Отопень, Румунія   | 27.44       | 23          | 58.18        | 11           | 2:05.79      | 6            |
| 2024 | Чемпіонат світу                   | Доха, Катар        | 28.62       | 34          | 1:00.72      | 21           | 2:11.82      | 12           |
| 2024 | Чемпіонат Європи                  | Белград, Сербія    | 28.17       | 21          | 1:01.51      | 19           | 2:11.84      | 5            |